# Nuova Capitale Amministrativa
La Nuova Capitale Amministrativa (in arabo العاصمة الإدارية الجديدة‎?, al-ʿĀṣima al-ʾIdārīya al-Gadīda) è un centro urbano nel governatorato del Cairo, nonché città satellite a 45 chilometri a est dell'attuale capitale egiziana e appena all'esterno del secondo anello stradale del Grande Cairo, in un'area desertica in gran parte sottosviluppata, a metà strada tra Il Cairo e la città portuale di Suez.
Il suo progetto fu annunciato dal ministro egiziano dell'edilizia residenziale Mostafa Madbouly alla Conferenza sullo sviluppo economico dell'Egitto, tenuta a Sharm el-Sheikh il 13 marzo 2015.
Seppure ancora in costruzione, nel maggio 2024 la città satellite del Cairo è stata inaugurata come nuova capitale amministrativa e finanziaria dell'Egitto, ospitando i principali uffici e ministeri governativi, mentre seguirà prossimamente trasferimento delle ambasciate straniere. Su un'area totale di 700 chilometri quadri (270 mi²) dovrebbe avere una popolazione di cinque milioni di abitanti, anche se si stima che la previsione possa aumentare fino a sette milioni.
Ufficialmente la principale motivazione per l'avvio del progetto era decongestionare Il Cairo, diventata ormai una delle città più densamente popolate e frequentate del mondo, oltre al fatto che si prevede un raddoppio della popolazione della Grande Cairo per i prossimi decenni. Fa parte della quarta generazione di città fondate dall'Autorità per le nuove comunità urbane.

## Storia
Il nuovo centro amministrativo egiziano s'inserisce nella lunga lista di città di fondazione progettate dai governanti dell'Egitto dall'epoca dell'indipendenza, tutte pensate per decongestionare la valle del Nilo, che contiene le sole terre fertili del paese. Il grande piano regolatore del 1974 prevedeva la realizzazione di diciotto nuove città, tutte situate nel deserto a est o a ovest dell'asse del fiume (tra queste figurano Città del decimo Ramadan e 6 ottobre). Dal 1977 al 2000 ventidue progetti di nuove città sono così stati realizzati, particolarmente sotto i governi di Anwar Sadat e Hosni Mubarak.
Dal suo arrivo al potere nel 2014, Abdel Fattah al-Sisi ha mostrato grande interesse nel progetto e ha spinto per avviare rapidamente il cantiere. Ha illustrato il progetto alla comunità internazionale a Sharm el-Sheikh nel marzo 2015, mentre il calendario dei lavori prevedeva che il trasferimento del palazzo presidenziale, del Parlamento e dei trentadue ministeri avvenisse a partire dal giugno 2019.
L'interesse del presidente in questo progetto deriva da diverse motivazioni: anzitutto quella di decongestionare Il Cairo, che al 2015 contava 18 milioni d'abitanti incluso l'agglomerato urbano ma arriva a essere frequentata ogni giorno da 22 milioni di utenti; in secondo luogo, le previsioni demografiche del governo prevedono che la metropoli cairota possa crescere fino a 40 milioni di abitanti entro il 2050.
La scelta di spostare il centro del potere verso est è poi motivata dalla volontà di avvicinare il centro decisionale al canale di Suez, arteria commerciale vitale per il paese, ma anche alla penisola del Sinai, politicamente instabile, e di rinsaldare i legami con gli stati del Golfo che molto hanno investito nel progetto.
Nel maggio 2023 quattordici ministeri ed enti governativi sono stati rilocati nel nuovo centro governativo.
Il 2 aprile 2024 il presidente Abdel Fattah al-Sisi ha prestato il suo giuramento per il suo terzo mandato e ha inaugurato ufficialmente la nuova capitale come sede del governo d'Egitto.

### Progetto
I progetti della nuova città prevedono che sia composta da 21 distretti residenziali e 25 "distretti dedicati". Il suo quartiere degli affari dovrebbe avere una ventina di grattacieli e un monumento di grande altezza (345 m), paragonabile alla Torre Eiffel e al monumento a Washington. La città avrà anche un parco di dimensioni doppie rispetto al Central Park di New York, laghi artificiali, circa 2000 istituti scolastici, un parco tecnologico e innovativo, 663 ospedali e cliniche, 1250 moschee e chiese, 40000 camere d'albergo, uno stadio da 93.440 posti, un grande parco a tema di dimensioni quadruple rispetto a Disneyland, campi di pannelli solari di 90 chilometri quadrati, 10000 km di nuove strade, una ferrovia elettrificata che la colleghi al Cairo e un nuovo aeroporto internazionale sul sito dell'attuale aeroporto militare Wadi al Jandali dell'aeronautica egiziana.
Il progetto prevedeva che fosse costruita come una smart city. Il completamento del trasferimento del parlamento, dei palazzi presidenziali, dei ministeri e delle ambasciate straniere era atteso tra il 2020 e il 2022 per un costo di 45 miliardi di dollari statunitensi. Il costo complessivo e il cronoprogramma per l'intero progetto non sono stati resi pubblici. Informazioni e consigli su precedenti esperienze di spostamento di capitali sono stati acquisiti grazie a incontri con rappresentanti di altre città simili, come Astana, che ha sostituito Almaty come capitale del Kazakistan nel 1997.

### Costruzione
Prima dell'annuncio ufficiale, il ministro egiziano degli investimenti Ashraf Salman aveva già menzionato la possibilità di una nuova capitale che fosse "sviluppata, progettata e realizzata da un'azienda del settore privato", senza nessun costo per il fisco egiziano. Successivamente è stato rivelato che la città sarà costruita da Capital City Partners, un'azienda privata d'investimenti immobiliari guidata dall'imprenditore emiratino Mohamed Alabbar. Quando il progetto è stato annunciato ufficialmente nel marzo 2015, è stato reso noto che le forze armate egiziane avevano già iniziato a costruire una strada dal Cairo al sito della futura capitale.
Nel settembre 2015 l'Egitto ha cancellato il memorandum d'intesa firmato con Mohamed Alabbar durante il vertice economico di marzo dal momento che questi non aveva riportato alcun progresso sul progetto proposto. Nello stesso mese l'Egitto ha firmato una nuova intesa con la China State Construction Engineering Corporation (CSCEC) per “studiare costruzione e finanziamento” della parte amministrativa della nuova capitale, che includerà ministeri, agenzie governative e il palazzo dell'ufficio del presidente. China Fortune Land Development e CSCEC hanno firmato accordi con le autorità egiziane all'inizio del 2016 e negli anni successivi per sviluppare parti del progetto. Secondo un quotidiano locale, la compagnia di costruzione egiziana Arab Contractors (in arabo El-Mokawloon El-Arab) è stata chiamata a costruire gli impianti di fornitura d'acqua e le fognature per la nuova capitale.
Il 6 gennaio 2019 il presidente Abdel Fattah al-Sisi ha inaugurato la cattedrale copta dedicata alla Natività di Cristo, la più grande d'Egitto e del Vicino Oriente, nella Nuova Capitale Amministrativa (NCA), e una gigantesca moschea, seconda in grandezza solo alla Grande Moschea della Mecca in Arabia Saudita.

## Monumenti e luoghi d'interesse
- Moschea al-Fattah al-Aleem - Inaugurata il 6 gennaio 2019, occupa un'area di 450000 m² e con una capacita di 17000 persone è la seconda moschea più grande dell'Egitto[35]
- Centro Culturale Islamico (Grande Moschea) - Inaugurata nel 2023, occupa un'area di 467000 m² e ha una capacità di 137000 persone[36]. È la moschea più estesa dell'Africa ed è dotata di una grande sala per la preghiera con una superficie di 9600 m² e una capacità di 12000 persone[37].
- Chiesa della Natività di Cristo - Chiesa copta inaugurata nel 2019 con una capacità di 8200 persone per un'area di 7500 m², che sale a 8500 se si includono le nove torri.
- Ottagono - Piazza centrale e quartiere ospitante il Ministero della Difesa e gli edifici delle Forze armate, dalla pianta ottagonale, una volta completato supererà per dimensioni il Pentagono[38].
- Iconic Tower - Grattacielo completato nel 2024, con un'altezza totale di 393,8 m. È l'edificio più alto dell'Africa[39][40].
- Oblisco Capitale - Grattacielo di dimensioni gigantesche annunciato nel 2018, con un'altezza pari a 1000 m, la sua costruzione è iniziata nel 2024[41].